# Gunabhadra
Guṇabhadra (ch. trad. : 求那跋陀羅 ; ch. simp. : 求那跋陀罗 ; py : Qiúnàbátuóluó ; Wade-Giles : Ch'iu-na-pa-t'o-lo) est un moine bouddhiste mahayana originaire du Madhyadeśa, en Inde (394-468).

## Éléments biographiques
La vie de Guṇabhadra nous est connue par l’intermédiaire de deux ouvrages : le Chu sanzang ji ji (ch. trad. : 出三藏記集) de Sengyou (445-518) et le Gaoseng zhuan (ch. trad. : 高僧傳) de Huijiao (497-554).
Guṇabhadra était un brahmane du Madhyadeśa,  (Inde centrale) converti au bouddhisme de l’école des sarvāstivādin.
Via le Sri Lanka, Guṇabhadra et Gunavarma se rendirent par mer en Chine. Arrivés en 435 à Guangzhou, ils furent reçus en invités de marque par l’empereur Wen (en) de la dynastie Liu Song, le dirigeant de la Chine du Sud à cette époque.
Jingjue (683-c. 750) dans son Mémoire des maîtres et disciples du Laṅkā (ch. trad. : 楞伽師資記 ; py : Lengqie shiziji), fait de Guṇabhadra, et non de Bodhidharma, le père du chan, , .

## Traductions
Le travail de traduction commença peu de temps après l’arrivée de Guṇabhadra en Chine, d’abord à Jiankang, puis à Jingzhou, .
Guṇabhadra n’était pas à proprement parler un traducteur car il ignorait le chinois : il récitait le texte sanskrit et celui-ci était effectivement traduit par le moine Baoyun (376-449), Fayong ou Puti.
Les traductions cessèrent en 454, année de la rébellion ratée de Liu Yixuan (zh) (劉義宣), le protecteur de Guṇabhadra.
Au VIe siècle, Sengyou cite treize traductions de Guṇabhadra, les quatre dernières étant déjà perdues à cette époque :
1. le Saṃyuktāgama (ch. trad. : 雜阿含經)
2. le Mahābherīhāraka (ch. trad. : 大法鼓經)
3. le Śrīmālāsiṃhanāda (ch. trad. : 勝鬘師子吼一乘大方便方廣經)
4. l' Aṣṭamangalasūtra 八吉祥經
5. le Laṅkāvatāra sūtra (ch. trad. : 楞伽阿跋多羅寶經)
6. l’Aṅgulimālīya-sūtra (ch. trad. : 央掘魔羅經)
7. l' Atīta-pratyupanna hetuphala sūtra 過去現在因果經
8. le Saṅdhinirmocana-sūtra (ch. trad. : 相續解脫經)
9. un texte intitulé 第一義五相略[C'est-à-dire ?]
10. un texte intitulé 釋六十二見[C'est-à-dire ?]
11. le Mahāparinirvāṇa-sūtra (ch. trad. : 大般泥洹經)
12. le Sūtra d'Amitābha (ch. trad. : 無量壽經)
13. l'Aśokarāja sūtra 無憂王經

Le Taishō, compilé entre 1924 et 1934, contient 28 textes dont la traduction est attribuée à Guṇabhadra.